# Mestizaje en Argentina
El mestizaje en Argentina es un fenómeno histórico, social y cultural que ha moldeado profundamente la identidad del país y su diversidad étnica. A lo largo de los siglos, la mezcla de distintos grupos humanos provenientes de diversos orígenes ha generado una población con características únicas, que reflejan la complejidad de la historia argentina desde la época precolombina hasta la actualidad. Se estima que el 13,4% de la población son mestizos (asendencia mixta blanca e indígena) y el 4,3% son afromestizos (también con algo de asendencia mixta africana negra).
Desde tiempos prehispánicos, el territorio que hoy conocemos como Argentina estuvo habitado por diversos pueblos indígenas, entre ellos los diaguitas, guaraníes, mapuches, querandíes y otros grupos originarios que desarrollaron distintas culturas, lenguas y modos de vida. Estos pueblos mantenían relaciones de comercio, alianza y conflicto entre sí, conformando un entramado sociocultural muy diverso.
Con la llegada de los conquistadores españoles a partir del siglo XVI, comenzó un proceso de colonización que implicó no solo la imposición de un sistema político y económico, sino también el encuentro y la mezcla entre los europeos y las poblaciones indígenas. Esta interacción dio origen a una primera generación de mestizos, término que en la época colonial se utilizaba para describir a las personas de ascendencia mixta europea e indígena. Sin embargo, el mestizaje no se limitó a esta doble raíz: también participaron esclavos africanos traídos por la colonización, dando lugar a una compleja amalgama genética, cultural y social.

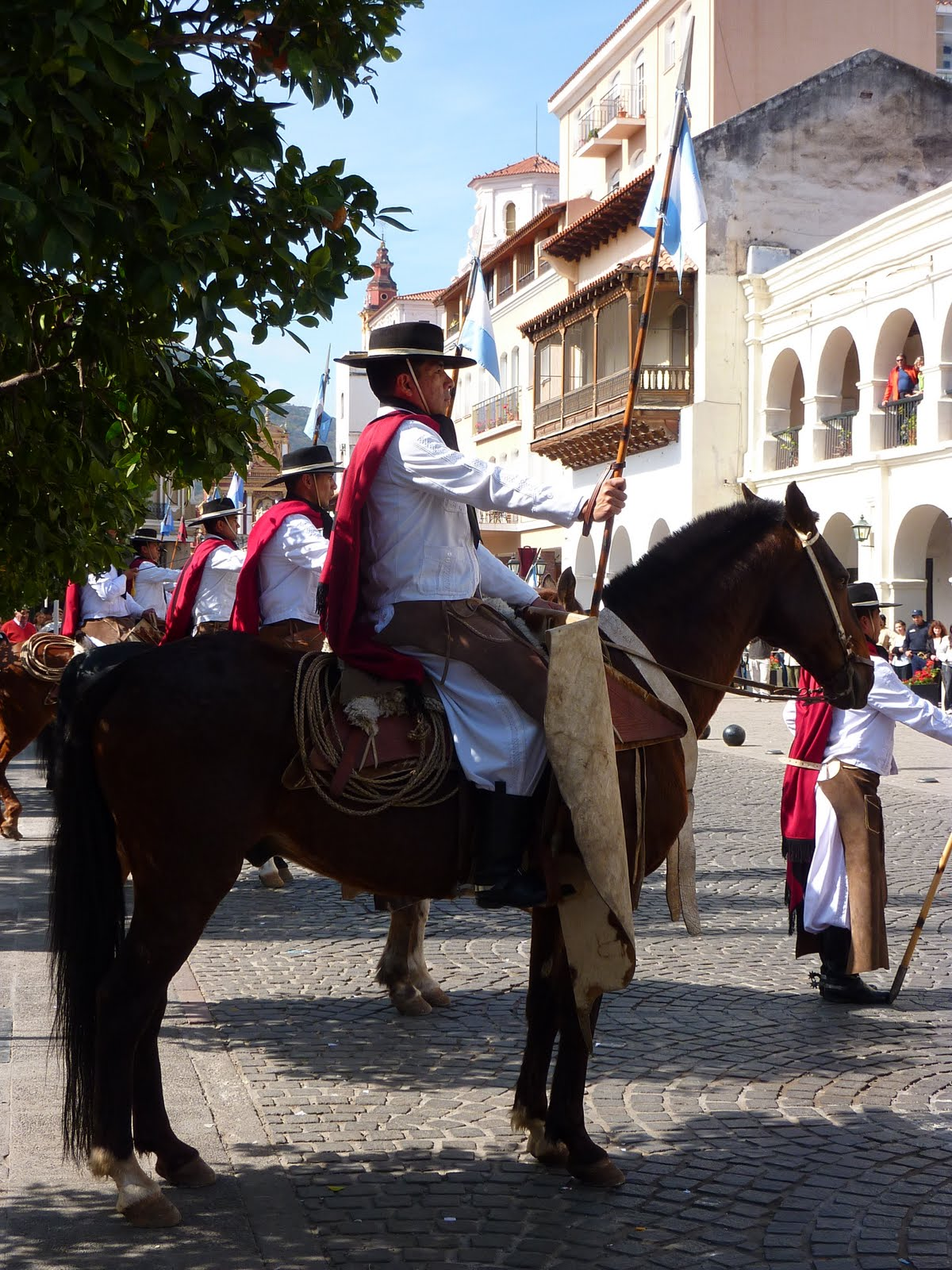
Gauchos en la Ciudad de Salta.

Durante el período colonial y en los primeros siglos de vida independiente, el mestizaje fue un proceso dinámico, aunque muchas veces invisibilizado o subordinado en los relatos oficiales y en la construcción de una identidad nacional eurocéntrica. A pesar de ello, la influencia mestiza es profunda y evidente en múltiples dimensiones: en la lengua, las tradiciones, la gastronomía, la música, la religiosidad popular y las prácticas cotidianas de la sociedad argentina.
El siglo XIX y el XX marcaron nuevos momentos en el mestizaje con la llegada masiva de inmigrantes europeos, principalmente italianos, españoles (post-colonización), alemanes y franceses, pero también de otros continentes. Este fenómeno migratorio sumó nuevas capas a la heterogeneidad poblacional, generando procesos de mezcla cultural y biológica que continúan hasta hoy. Si bien la gran inmigración europea tuvo un impacto notable, la presencia indígena y afrodescendiente persistió y se fusionó con estos nuevos aportes, enriqueciendo la diversidad genética y cultural del país.
A lo largo del siglo XX, las políticas públicas, las dinámicas sociales y las narrativas hegemónicas en Argentina fueron moldeando la percepción del mestizaje. Durante mucho tiempo, se promovió un ideal de “blanqueamiento” que buscaba homogeneizar la población hacia una identidad más europea, relegando o invisibilizando las raíces indígenas y afrodescendientes. Sin embargo, desde finales del siglo XX y en el siglo XXI, ha habido un creciente reconocimiento y valoración de la diversidad étnica y cultural del país, acompañada de investigaciones científicas, movimientos sociales y políticas de reparación y visibilización.

Radicaciones otorgadas por país de origen por el Plan Patria Grande.

Hoy en día, el mestizaje en Argentina es entendido no solo como una mezcla genética sino también como un proceso cultural complejo que constituye una de las bases de la identidad nacional. La población argentina presenta una rica diversidad genética que combina elementos europeos, indígenas y africanos, la cual se refleja en la pluralidad de manifestaciones culturales, sociales y lingüísticas.
En síntesis, el mestizaje es un elemento clave para comprender la historia y la identidad de Argentina, sus desafíos en materia de reconocimiento étnico, social y político, y su potencial para construir una sociedad más inclusiva y diversa. El estudio del mestizaje implica un análisis interdisciplinario que abarca desde la antropología, la historia y la sociología, hasta la genética y la biología, y es fundamental para valorar la riqueza humana y cultural de la nación.

## Historia antes de la colonización
Antes de la llegada de los europeos, el territorio que hoy ocupa la República Argentina estaba habitado por una gran diversidad de pueblos originarios, cuyas formas de vida, organizaciones sociales, lenguas y culturas se desarrollaron a lo largo de miles de años. Esta etapa precolombina es fundamental para comprender las raíces del mestizaje y la diversidad cultural que caracterizan a la sociedad argentina contemporánea.
Las comunidades indígenas que poblaron estas tierras no constituyeron un bloque homogéneo, sino que se organizaron en distintas sociedades adaptadas a la amplia variedad de regiones naturales del país, desde las montañas de los Andes al oeste, pasando por las pampas centrales, hasta los bosques subtropicales del noreste y las áridas estepas de la Patagonia. Cada uno de estos grupos desarrolló formas de vida, sistemas económicos, creencias y estructuras sociales propias que reflejaban su historia y su relación con el medio ambiente.

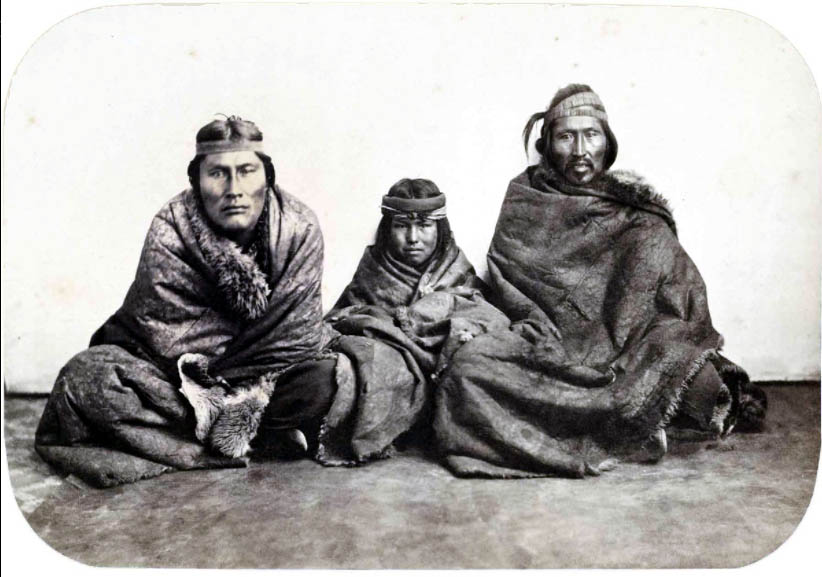
Indígenas de la Patagonia

Entre los pueblos originarios más relevantes se encuentran los diaguitas-calchaquíes, que habitaron los valles y quebradas del noroeste argentino, especialmente en las actuales provincias de Jujuy, Salta, Tucumán y Catamarca. Los diaguitas fueron agricultores avanzados, conocidos por su trabajo en la metalurgia, la cerámica y la construcción de terrazas para cultivos en zonas montañosas. Su cultura estuvo fuertemente influenciada por el Imperio Inca, que expandió su control hacia estas regiones en el siglo XV, integrando estas sociedades a su red económica y política. La relación con los incas implicó tanto resistencias como intercambios que dejaron huellas profundas en su cultura material y organización social.
En el noreste, en las regiones que hoy comprenden Misiones, Corrientes y Formosa, se asentaron los guaraníes, un conjunto de pueblos agrícolas y cazadores-recolectores que compartían la lengua guaraní y poseían una rica tradición cultural ligada a la cosmovisión, la música, la oralidad y los rituales religiosos. La agricultura guaraní se basaba en cultivos de mandioca, maíz y otros productos, y sus sociedades tenían estructuras comunitarias que enfatizaban la cooperación y la espiritualidad vinculada a la naturaleza.
En la extensa región de las pampas y la Patagonia, se encontraban pueblos como los querandíes, tehuelches y mapuches. Estos grupos eran principalmente nómades o seminómades, adaptados a la caza de guanacos, ñandúes y otros animales de la estepa y la estepa patagónica. Su modo de vida se caracterizaba por la movilidad constante, organizada en bandas familiares o clanes, y una relación estrecha con el territorio y los ciclos naturales. Particularmente, los mapuches, originarios del sur de Chile, comenzaron a expandirse hacia la Patagonia argentina desde el siglo XVI, influyendo en las culturas locales.
En la región del Gran Chaco, por su parte, habitaron pueblos como los guaycurúes, que se destacaban por su resistencia y organización social en un ambiente difícil, combinando actividades de caza, pesca, recolección y agricultura en menor escala.
Estas sociedades indígenas poseían una gran diversidad lingüística, con decenas de lenguas y dialectos. Algunas de ellas, como el quechua y el guaraní, tuvieron gran difusión regional, mientras que otras fueron exclusivas de grupos específicos. La riqueza cultural se expresaba en la producción artística, la oralidad, las tradiciones religiosas y la construcción de una cosmovisión que vinculaba estrechamente al ser humano con la naturaleza y el mundo espiritual.
En términos económicos, las sociedades precolombinas argentinas desarrollaron distintas estrategias de subsistencia y organización. En el noroeste, la agricultura intensiva, complementada con la ganadería de camélidos, permitió la formación de sociedades complejas con jerarquías y desarrollos técnicos avanzados. En contraste, las comunidades pampeanas y patagónicas basaron su supervivencia en la caza y la recolección, con una organización social más horizontal y flexible. Estas diferencias reflejan las adaptaciones al entorno y la riqueza del patrimonio cultural prehispánico.

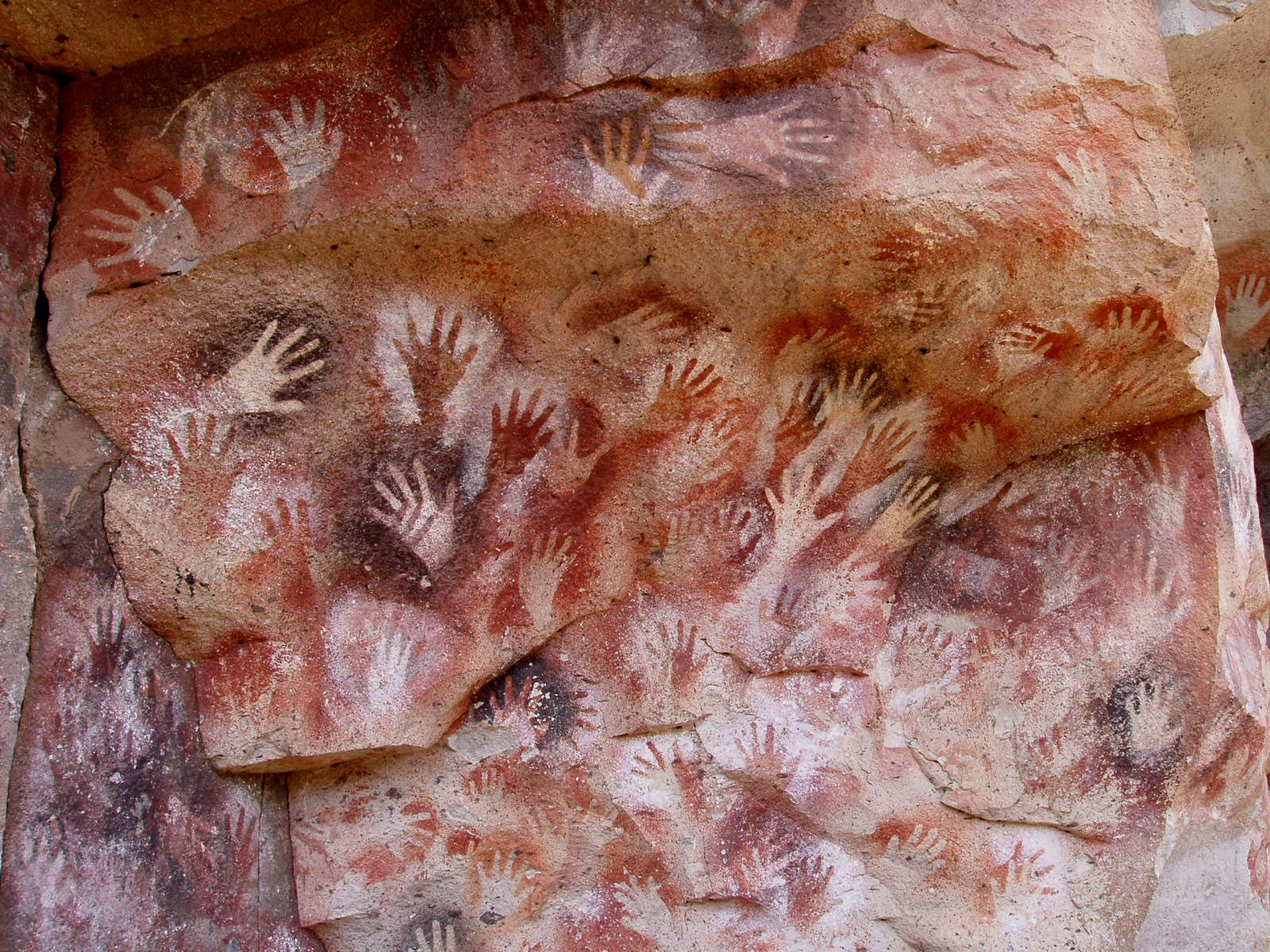
Cueva de las Manos en Santa Cruz.

Los estudios arqueológicos han demostrado la presencia humana en el actual territorio argentino desde hace al menos 13.000 años. Sitios emblemáticos como la Cueva de las Manos en Santa Cruz, declarada Patrimonio Mundial de la Humanidad, evidencian una expresión artística milenaria y una conexión profunda con el entorno. Otros sitios como las ruinas de Quilmes en Tucumán ilustran la complejidad arquitectónica y social de los pueblos andinos prehispánicos.
Las investigaciones antropológicas y genéticas modernas revelan que, a pesar de las transformaciones históricas posteriores, las poblaciones indígenas argentinas conservan una notable diversidad biológica y cultural. Esta diversidad constituye la base de las raíces mestizas del país y es clave para comprender la composición actual de la población.
En síntesis, la historia previa a la colonización europea en Argentina estuvo marcada por una gran diversidad de pueblos originarios con formas de vida complejas y variadas, que sentaron las bases para la posterior mezcla cultural y genética que caracterizaría a la nación argentina. Esta etapa es fundamental para entender el mestizaje como un proceso histórico, no sólo biológico, que involucra la interacción, resistencia y sincretismo entre diferentes grupos humanos.

## La colonización española
La colonización española del territorio que hoy conocemos como Argentina fue un proceso histórico decisivo que se extendió desde el siglo XVI hasta fines del siglo XVIII. Este período marcó el inicio de transformaciones profundas en las estructuras sociales, culturales, económicas y demográficas de la región, dando origen a una nueva sociedad caracterizada por la mezcla de pueblos originarios, conquistadores europeos (principalmente españoles) y esclavizados africanos. La colonización no solo implicó la conquista militar, sino también una imposición sistemática de valores, instituciones y modos de vida europeos sobre las diversas naciones indígenas que habitaban el territorio, lo cual desencadenó fenómenos complejos de mestizaje biológico y cultural.

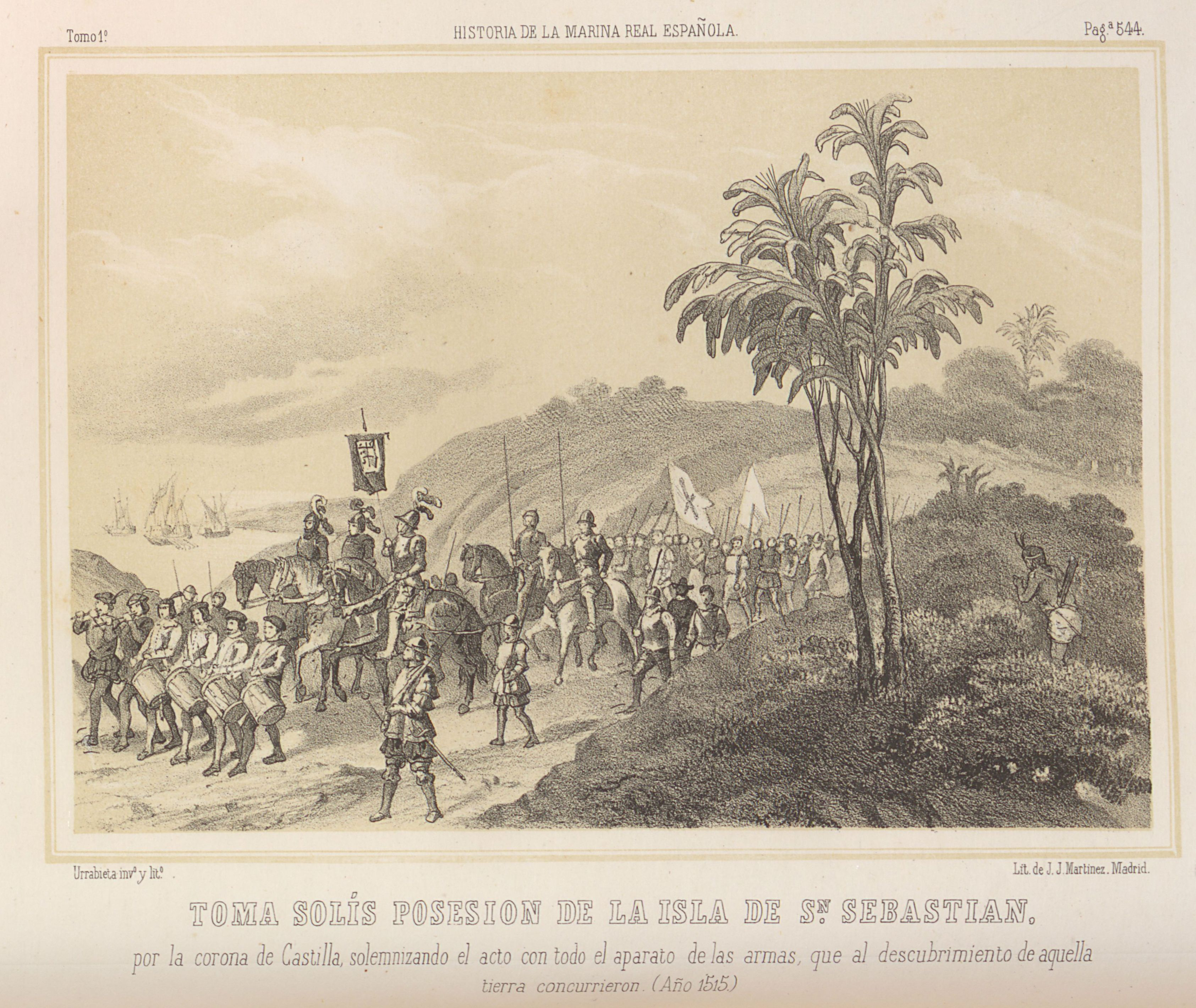
Toma de posesión por Juan Díaz de Solís de la isla de San Sebastián para la Corona de Castilla (1515). Litografía de Vicente Urrabieta publicada en Historia de la Marina Real Española (1849-1854).

Los primeros contactos entre europeos y habitantes originarios del actual suelo argentino ocurrieron en el siglo XVI. La expedición del navegante español Juan Díaz de Solís en 1516, al llegar al Río de la Plata, marcó el inicio de la exploración europea de la región. Sin embargo, Solís fue asesinado por indígenas charrúas o guaraníes en la costa oriental del río, lo que puso en pausa los intentos de asentamiento por algunos años. En 1536, Pedro de Mendoza fundó el primer establecimiento europeo con el nombre de Nuestra Señora del Buen Ayre, en las proximidades de la actual Buenos Aires. Sin embargo, esta fundación fracasó rápidamente por la fuerte resistencia de los pueblos originarios, especialmente los querandíes, y por la escasez de alimentos. La ciudad fue finalmente abandonada y destruida en 1541.
A pesar de estos primeros fracasos, la colonización continuó por otras vías. Desde el norte, particularmente desde el Alto Perú (actual Bolivia), comenzaron a establecerse rutas hacia el sur, impulsadas por expediciones militares y religiosas que fundaron los primeros núcleos urbanos permanentes. En 1553 se fundó Santiago del Estero, considerada la ciudad más antigua del país que todavía existe. Desde allí, en los años siguientes, se fundaron ciudades como Tucumán, Salta, Catamarca, La Rioja, San Miguel de Tucumán y Córdoba. Estas fundaciones fueron clave en la consolidación del dominio español en el noroeste y centro del actual territorio argentino.

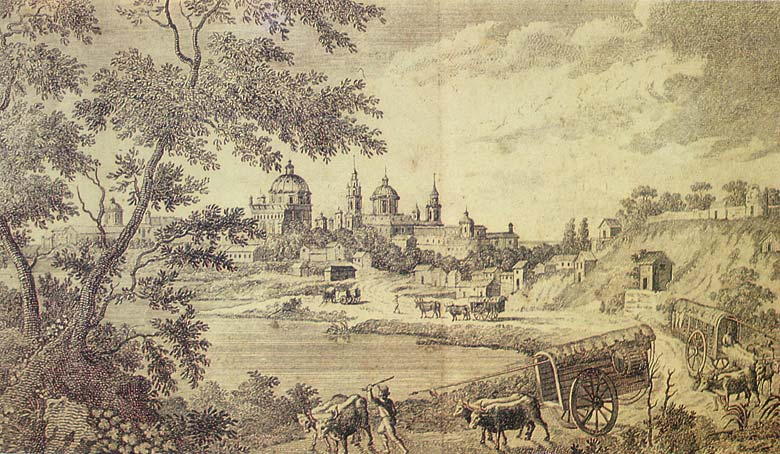
Vista de Buenos Aires a fines del, desde la ribera del Río de la Plata. Litografía de la época.

La estructura colonial se basó en un sistema de control político, económico y religioso centralizado bajo la autoridad de la Corona española. Se implementaron instituciones como el virreinato (Virreinato del Perú primero, y más tarde, el del Río de la Plata en 1776), las gobernaciones y los cabildos locales. Además, se impuso un rígido sistema social de castas donde los europeos peninsulares (nacidos en España) ocupaban la cúspide, seguidos por los criollos (hijos de españoles nacidos en América), los mestizos (mezcla de europeos e indígenas), mulatos (mezcla de europeos y africanos), zambos (indígenas y africanos), indígenas y, en la base de la pirámide, los africanos esclavizados.
El mestizaje biológico fue una realidad ineludible desde los primeros momentos del contacto. La escasez de mujeres europeas en las primeras etapas de la colonización llevó a muchos conquistadores a formar relaciones, a menudo desiguales o coercitivas, con mujeres indígenas. Estas uniones dieron origen a una creciente población mestiza, que en muchas zonas rurales del país llegó a constituir la mayoría de la población. Sin embargo, en el contexto colonial, el mestizaje fue visto con ambivalencia: por un lado, era inevitable y a veces funcional al orden social; por otro, se lo asociaba a una “mezcla de sangre” que justificaba discriminaciones y jerarquías.
En cuanto al modelo económico, el sistema de encomienda fue central en la primera etapa colonial. A través de este sistema, la Corona otorgaba a los conquistadores el derecho a explotar el trabajo de comunidades indígenas a cambio de su evangelización y protección. Sin embargo, en la práctica, muchas veces derivó en condiciones cercanas a la esclavitud. El repartimiento y más adelante las misiones religiosas también jugaron un papel importante en la reorganización de la vida indígena bajo la lógica colonial.
En este contexto, la labor evangelizadora fue crucial. La Iglesia católica tuvo un rol fundamental en la colonización a través de órdenes religiosas como los franciscanos, dominicos, mercedarios y especialmente los jesuitas. Estos últimos fueron responsables de uno de los proyectos más singulares de la colonización: las misiones jesuíticas guaraníes. Establecidas en el noreste argentino, Paraguay y el sur de Brasil a partir del siglo XVII, las misiones consistían en reducciones indígenas organizadas por los jesuitas, donde se combinaban elementos de la religión cristiana, la educación, la producción agrícola y ciertas formas de autonomía comunal. Llegaron a albergar a más de 150.000 guaraníes y se caracterizaron por su organización eficiente, su desarrollo artístico y musical, y su relativa protección frente a la esclavitud impuesta por los bandeirantes portugueses.
No obstante, la expansión colonial también encontró resistencias. Diversos pueblos indígenas opusieron resistencia activa a la dominación española, como los diaguitas-calchaquíes en el noroeste (que protagonizaron tres guerras calchaquíes en los siglos XVI y XVII), los mapuches en la zona pampeana y patagónica, y los guaycurúes y tobas en el Chaco. Estas resistencias obligaron a los colonizadores a negociar, formar alianzas inestables o simplemente evitar ciertas zonas, dando lugar a una “frontera interior” que se mantendría durante siglos.

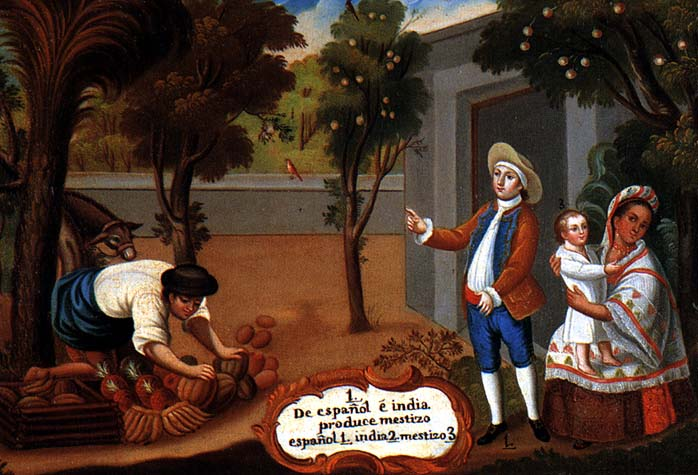
Familia mestiza del. El mestizaje no se limitó a la etapa de la conquista.

La colonización tuvo un impacto devastador sobre las poblaciones originarias. El contacto con los europeos provocó un colapso demográfico sin precedentes, debido a enfermedades nuevas (como la viruela, el sarampión y la gripe), el trabajo forzado, el desarraigo, la pérdida de tierras y la desestructuración cultural. Se estima que en muchas regiones la población indígena se redujo en un 70% o más en el primer siglo posterior a la conquista.
A pesar de todo, muchas comunidades indígenas lograron conservar elementos fundamentales de su identidad a lo largo del período colonial, ya sea en las reducciones, en territorios marginales no ocupados por los españoles, o en formas ocultas de resistencia cultural. Asimismo, los mestizos (producto del cruce biológico y cultural) fueron convirtiéndose en actores centrales de la sociedad colonial, especialmente en los márgenes del imperio, donde muchas veces asumieron roles de intermediarios, traductores, comerciantes, soldados o trabajadores libres.
El siglo XVIII trajo cambios importantes con la creación del Virreinato del Río de la Plata en 1776, con capital en Buenos Aires. Esta reorganización administrativa buscó fortalecer el control español en el extremo sur del imperio, estimular el comercio y mejorar la defensa frente a potencias rivales como Portugal e Inglaterra. También marcó el inicio de un mayor dinamismo económico en la región rioplatense, especialmente en el comercio de cueros y en el tráfico esclavista.
Así, al finalizar el período colonial, la población del actual territorio argentino era diversa y heterogénea. Una mezcla compleja de españoles peninsulares, criollos, mestizos, indígenas y africanos convivían bajo un sistema de jerarquías coloniales profundamente desigual, pero que sentaría las bases para los futuros procesos de construcción nacional y mestizaje identitario. La colonización española, con todos sus aspectos violentos, coercitivos y transformadores, dejó una huella indeleble en el ADN histórico, social y cultural de Argentina.

## La llegada de los africanos esclavizados
Uno de los aspectos menos visibilizados, pero profundamente significativos en la construcción de la identidad argentina, es la participación de los pueblos africanos en el proceso de mestizaje. A lo largo de la época colonial, miles de personas de origen africano fueron traídas de manera forzada al actual territorio argentino en condición de esclavitud. Este fenómeno fue una pieza central en la estructura económica y social del Virreinato del Río de la Plata, y dejó huellas perdurables en la demografía, la cultura, las tradiciones y la configuración étnica de la población.

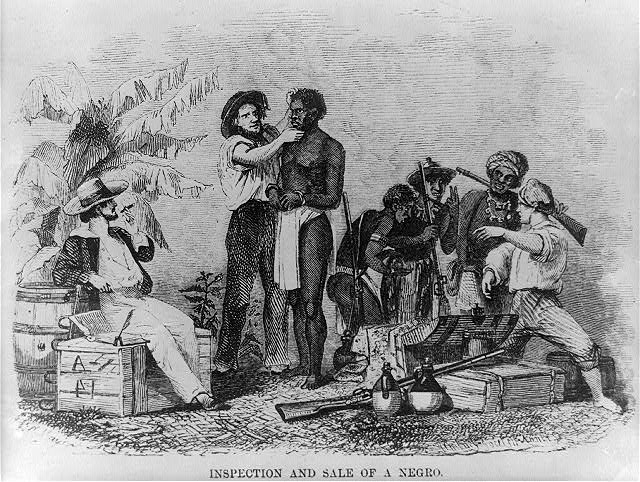
La esclavitud en Argentina

La llegada de africanos esclavizados al espacio que hoy ocupa Argentina comenzó prácticamente desde los primeros momentos de la colonización. Ya en la fundación de Buenos Aires en 1580, por parte de Juan de Garay, se documenta la presencia de esclavizados africanos. Sin embargo, fue a partir del siglo XVII cuando este flujo se intensificó, especialmente con la consolidación de Buenos Aires como puerto estratégico en el tráfico transatlántico y en el comercio con el Alto Perú.
Durante el periodo colonial, el tráfico de personas esclavizadas se estructuró en torno a dos rutas principales: la ruta atlántica, que conectaba África con América a través de Lisboa, Sevilla y, más adelante, Cádiz; y la ruta intraimperial, que llevaba a los esclavos desde Cartagena de Indias o Lima hacia el interior del continente, incluyendo Santiago del Estero, Córdoba, Tucumán y Buenos Aires. Buenos Aires, a pesar de su carácter periférico dentro del Imperio español durante el siglo XVII, fue un punto clave de ingreso de esclavizados debido a su ubicación geográfica y su creciente importancia comercial.
Los africanos llegaban mayoritariamente desde regiones del África occidental, como Angola, Congo, Guinea, Sierra Leona, Costa de Oro y el golfo de Benín. Eran transportados en condiciones infrahumanas, encadenados en las bodegas de los barcos negreros, y muchos no sobrevivían al viaje conocido como "el paso del Atlántico". Aquellos que llegaban vivos eran vendidos en mercados de esclavos organizados en plazas públicas, conventos, almacenes o casas particulares. La ciudad de Buenos Aires fue uno de estos centros de distribución. De allí, muchos esclavizados eran trasladados hacia las zonas mineras del Alto Perú (actual Bolivia) o hacia estancias del interior.
Durante los siglos XVII y XVIII, se estima que entre 70.000 y 100.000 esclavizados africanos pasaron por el puerto de Buenos Aires, aunque las cifras exactas varían debido a la escasez de registros y a la existencia de contrabando. A pesar de ello, se calcula que hacia fines del siglo XVIII, entre un 25% y un 30% de la población de Buenos Aires era afrodescendiente, incluyendo personas esclavizadas, libertas y sus descendientes mestizos (mulatos y zambos).
La vida de los esclavos en el territorio argentino era diversa según su destino laboral. Muchos fueron destinados a trabajos domésticos en las casas de familias acomodadas de Buenos Aires, Córdoba, Salta o Tucumán, mientras que otros trabajaron en las chacras, estancias ganaderas, talleres artesanales, curtiembres o incluso en la administración pública colonial como aguateros, cargadores, cocineros o albañiles. También fueron utilizados en conventos, hospitales y en tareas de construcción.
El sistema esclavista colonial otorgaba una “personalidad jurídica limitada” al esclavo: eran considerados propiedad, podían ser vendidos, alquilados, legados por herencia o incluso ofrecidos en dote. Sin embargo, también se contemplaba la posibilidad legal de acceder a la libertad a través de la manumisión (liberación voluntaria por parte del amo), la coartación (pago parcial del precio de la libertad), o por medio del servicio militar, como ocurrió más adelante durante las guerras de independencia.

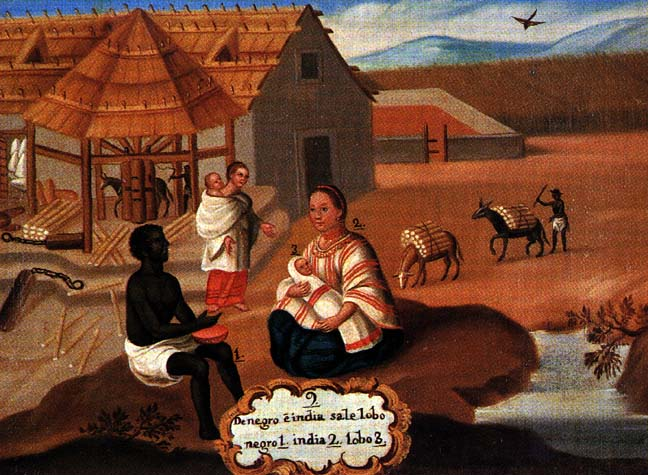
Casta Zambo (entre un Indígena) y un (Africano)

Uno de los fenómenos más relevantes del mestizaje fue la mezcla entre africanos, indígenas y europeos. De las uniones (consensuadas o impuestas) entre hombres africanos y mujeres indígenas nacieron los zambos, y entre africanos y europeos surgieron los mulatos, que pronto integraron los sectores populares urbanos y rurales del país. Estas mezclas étnicas no fueron solo biológicas, sino también culturales: la lengua, la música, la religión, las costumbres alimenticias y los rituales afrodescendientes dejaron una marca indeleble en la identidad criolla.
En este contexto, la cultura afro tuvo un papel destacado en el desarrollo de la música, la danza y las tradiciones populares argentinas. Expresiones como el candombe, el malambo, ciertas formas del tango primitivo, los tambores africanos, la vestimenta de los “negros candomberos” en festividades religiosas, y las cofradías negras (organizaciones mutuales y religiosas), fueron parte integral del tejido urbano colonial.
Durante el siglo XVIII, las cofradías de negros (como las de San Baltasar o la Virgen de los Remedios) eran espacios donde los africanos y afrodescendientes se agrupaban según su origen étnico, mantenían sus tradiciones, ayudaban a sus miembros en caso de enfermedad o muerte y negociaban colectivamente con las autoridades coloniales. Estas organizaciones también fueron semilleros de identidad cultural y resistencia simbólica.
Con la llegada del siglo XIX, y en particular con la Revolución de Mayo en 1810, la situación de los afrodescendientes comenzó a cambiar. Muchos afroargentinos (tanto esclavos como libertos) participaron activamente en las guerras de independencia, enrolándose en los ejércitos patrios a cambio de la promesa de libertad. Fueron parte esencial de batallas como Suipacha, Salta, Tucumán y Chacabuco, aunque sus contribuciones históricas han sido sistemáticamente invisibilizadas.
La Asamblea del Año XIII decretó la libertad de vientres, que disponía que todos los hijos de esclavas nacidos a partir de entonces serían libres. No obstante, esta medida no significó el fin inmediato de la esclavitud. De hecho, la abolición legal de la esclavitud en Argentina recién se consagró en la Constitución de 1853, aunque en la práctica muchos afrodescendientes continuaron en condiciones de servidumbre encubierta.

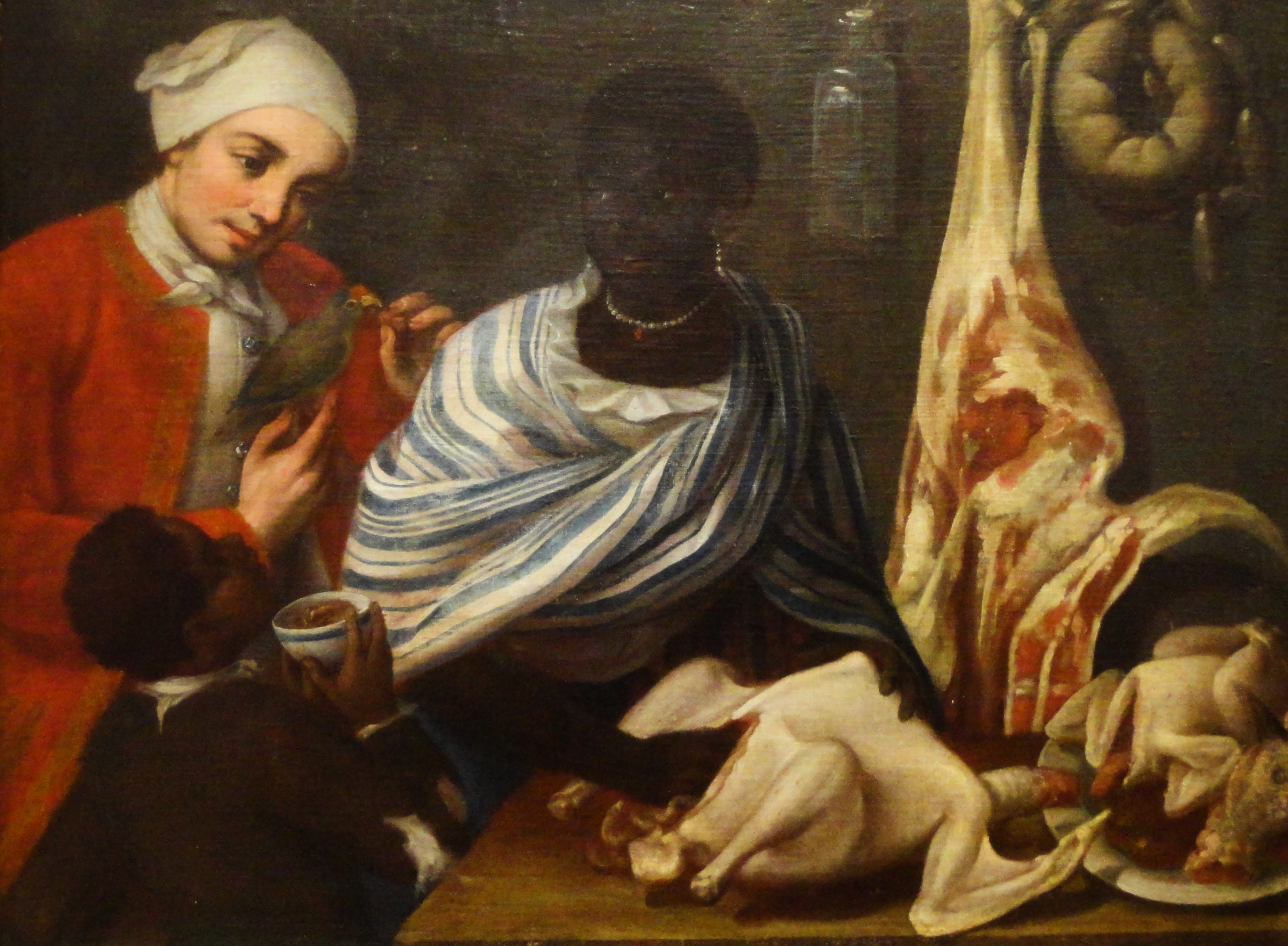
Casta Mulata (entre un Español) y una (Africana)

La participación de afroargentinos en el mestizaje nacional fue fundamental. Muchos mulatos y zambos se integraron en los estratos populares de la sociedad, formaron familias mixtas y fueron parte del proceso de construcción de una sociedad criolla diversa. No obstante, durante el siglo XIX y XX, con la llegada masiva de inmigrantes europeos y la consolidación del modelo del “blanqueamiento” de la población, las identidades afrodescendientes fueron sistemáticamente marginadas, negadas o absorbidas en discursos oficiales que exaltaban un pasado exclusivamente blanco y europeo.
El racismo estructural, las campañas de invisibilización y los procesos demográficos (como las epidemias de fiebre amarilla que afectaron desproporcionadamente a los barrios afroporteños) contribuyeron a que, para el censo de 1895, los afroargentinos fueran declarados “residuales”. Esto no significó su desaparición, sino su transformación cultural y su relegamiento simbólico dentro del relato nacional. Aun así, la herencia africana persiste en la música, el lenguaje coloquial, la religión popular, la gastronomía, los ritmos, los cuerpos y los apellidos de muchos argentinos sin que siempre se reconozca conscientemente su origen.
En la actualidad, la comunidad afrodescendiente en Argentina continúa luchando por visibilidad, derechos y reconocimiento. Diversas organizaciones han promovido en los últimos años la inclusión del componente afro en el Censo Nacional (2022 fue el primero en más de un siglo que volvió a preguntar por la identidad afro), la recuperación de la memoria histórica y el rescate de las contribuciones culturales y sociales de los africanos y sus descendientes en la conformación de la nación argentina.

## El mestizaje durante el período virreinal (1776–1810)
La creación del Virreinato del Río de la Plata en 1776 marcó una nueva etapa en el proceso de mestizaje en el actual territorio argentino. Este virreinato, que comprendía amplias regiones del sur del continente, desde la actual Argentina hasta partes de Bolivia, Paraguay y Uruguay, no solo reorganizó la administración colonial, sino que también dio lugar a transformaciones sociales, económicas y culturales que influyeron en la composición étnica de la población.
Durante este periodo, el mestizaje se consolidó como una característica estructural de la sociedad. La mezcla entre europeos, indígenas, africanos esclavizados y sus respectivos descendientes generó una gama compleja de categorías raciales y sociales, las cuales eran cuidadosamente observadas y jerarquizadas por el sistema colonial. La llamada "sociedad de castas" clasificaba a los individuos según su origen étnico, en una pirámide que colocaba a los blancos peninsulares en la cima, seguidos por criollos (blancos nacidos en América), mestizos, mulatos, zambos, indios y negros en distintos grados de inferioridad legal y simbólica.

### La ciudad como espacio de cruce racial
En ciudades como Buenos Aires, Córdoba, Salta, Tucumán y Santiago del Estero, el mestizaje se vivía de manera intensa. Las urbes eran centros de interacción entre diversos grupos sociales, étnicos y culturales. Allí convivían españoles peninsulares (conocidos como "gachupines"), criollos, esclavos africanos, indígenas urbanos, mestizos, mulatos y zambos. Estos grupos compartían espacios públicos, trabajos, oficios, actividades religiosas y festividades, dando lugar a un entramado social diverso y dinámico.
En Buenos Aires, por ejemplo, se estima que hacia fines del siglo XVIII cerca del 30% de la población era afrodescendiente, ya sea esclava o libre. A su vez, los criollos, que comenzaban a tener un papel protagónico en la política local, se mezclaban frecuentemente con mujeres mestizas o mulatas, y de esas uniones surgían nuevas generaciones de mestizos culturalmente integrados al entorno criollo.
Los registros eclesiásticos, como actas de bautismo, matrimonio y defunción, muestran numerosos casos de uniones mixtas. El mestizaje era tan común que muchas personas ocultaban o modificaban su origen racial para acceder a mejores oportunidades o integrarse en esferas más elevadas. La apariencia física, el comportamiento, el modo de vestir, y especialmente la cercanía al mundo blanco criollo o europeo, podían influir más que la sangre en la clasificación social. Esta "movilidad racial" fue una característica singular del mestizaje virreinal.

### Los pueblos indígenas en el virreinato
Durante el virreinato, los pueblos originarios continuaron siendo fundamentales en el panorama demográfico y económico. En el norte argentino y el noroeste andino, comunidades indígenas como los diaguitas, calchaquíes, omaguacas, guaraníes y otros mantenían cierta autonomía territorial y cultural, aunque integrados bajo diversas formas al régimen colonial.
Muchos indígenas trabajaban en encomiendas, obrajes o mitas mineras, especialmente en el Alto Perú. En zonas rurales, los pueblos de indios seguían funcionando como unidades productivas organizadas por caciques, bajo la supervisión de autoridades coloniales. El mestizaje entre indígenas y europeos fue especialmente intenso en estas regiones, generando generaciones de mestizos andinos, con identidades complejas que oscilaban entre lo indígena, lo criollo y lo español.
En la región chaqueña y pampeana, donde las reducciones y misiones jesuíticas tuvieron presencia, también se dio un mestizaje particular. En las Misiones Guaraníticas, por ejemplo, se promovió una forma de vida colectiva donde los guaraníes aprendían el idioma español, adoptaban formas de agricultura europea, y vivían bajo normas cristianas, aunque conservaban rasgos culturales propios. Allí, el mestizaje fue más cultural que biológico al comienzo, pero progresivamente se intensificó.

### La iglesia, la esclavitud y el mestizaje
La Iglesia Católica tuvo un rol fundamental en la legitimación y el control del mestizaje. A través de los registros sacramentales, era quien clasificaba oficialmente a las personas según su "calidad", anotando si eran españoles, mestizos, indios, mulatos, etc. Además, promovía el matrimonio entre los esclavizados o indígenas convertidos y validaba uniones mixtas siempre que fueran dentro del marco cristiano. Sin embargo, también ayudó a reproducir la lógica racial colonial: los sacerdotes eran mayoritariamente blancos o criollos, y los cargos eclesiásticos estaban vedados a personas no blancas.
En cuanto a los afrodescendientes, muchos lograron integrarse al mundo cristiano, formando cofradías religiosas, accediendo a la educación básica, e incluso participando en celebraciones litúrgicas con sus propias expresiones culturales. Estos espacios fueron clave para preservar la memoria africana, pero también para facilitar procesos de mestizaje con otros grupos sociales.

### El criollo mestizo: un nuevo sujeto emergente
A fines del siglo XVIII, comienza a consolidarse la figura del criollo mestizo, especialmente en zonas rurales y urbanas periféricas, donde el control racial era menos rígido. Este sujeto, mezcla de sangre española, indígena y africana en distintos grados, representaba el nuevo rostro de la América colonial: hablaba español, practicaba la religión católica, pero tenía costumbres populares, comidas, danzas y maneras propias que lo diferenciaban de los españoles peninsulares.
Estos criollos mestizos formaban el grueso de la población trabajadora del virreinato: soldados, peones, arrieros, pulperos, pequeños productores, artesanos, albañiles, panaderos, etc. Su vida cotidiana reflejaba la hibridez cultural que caracterizaba al Río de la Plata. Las músicas populares (como la chacarera, la zamba, el candombe), las comidas criollas (guisos, locro, empanadas), el castellano con giros indígenas y africanos, y las fiestas patronales, daban forma a una identidad mestiza, aun sin una conciencia nacional unificada.

### El mestizaje como resistencia
Aunque muchas veces el mestizaje fue impuesto bajo relaciones desiguales de poder (violaciones, dominación, esclavitud), también fue una forma de resistencia y supervivencia. Indígenas y afrodescendientes mestizos utilizaron el mestizaje para escapar de la servidumbre legal, ascender socialmente, camuflarse, y proteger sus familias.
Al mismo tiempo, el mestizaje produjo nuevas formas de cultura que escapaban al control de las élites coloniales. La cultura popular mestiza (mestiza en lenguas, en danzas, en religiosidad, en estructuras familiares) fue creciendo como una forma propia de vida, que prefiguraría muchas de las expresiones nacionales argentinas del siglo XIX.

### Hacia la independencia: el criollismo mestizo como base social
En las décadas previas a la Revolución de Mayo de 1810, los criollos (en su mayoría de origen mestizo) empezaron a reclamar mayores espacios de poder frente a los peninsulares. La conciencia de una identidad americana, distinta a la española, se fue gestando sobre una base mestiza, aunque no siempre reconocida abiertamente. Las ideas ilustradas llegadas desde Europa y Norteamérica convivían con realidades locales profundamente mezcladas, tanto en lo étnico como en lo cultural.
El mestizaje, aunque silenciado en los discursos oficiales de la época, era una realidad ineludible. Las milicias urbanas que defendieron a Buenos Aires durante las Invasiones Inglesas (1806-1807), por ejemplo, estaban compuestas en buena parte por afrodescendientes, mestizos e indígenas urbanos. La sociedad del virreinato, al borde de la emancipación, era una sociedad mestiza en su mayoría, aunque gobernada por una minoría blanca criolla.

## El mestizaje en la Argentina durante el proceso de independencia y elsigloXIXtemprano (1810–1853)
La etapa comprendida entre la Revolución de Mayo de 1810 y la organización constitucional del Estado argentino en 1853 fue un período clave en la transformación de las estructuras sociales, políticas y raciales heredadas de la colonia. El mestizaje, que ya era una realidad demográfica consolidada en el virreinato, asumió nuevas formas y significados en el contexto de las luchas por la independencia, las guerras civiles y el surgimiento de un nuevo orden republicano. Aunque el discurso político de las élites criollas buscaba “blanquear” la historia nacional, los hechos muestran que la Argentina se construyó sobre una base mestiza, tanto en lo étnico como en lo cultural.

### Una revolución hecha por mestizos
A pesar de que los líderes más visibles de la Revolución de Mayo de 1810 (como Mariano Moreno, Manuel Belgrano, Juan José Castelli o Cornelio Saavedra) eran en su mayoría criollos blancos educados en Europa o en universidades coloniales, el verdadero sustento de la revolución provino de sectores mestizos, afrodescendientes, indígenas y populares. Las milicias patriotas que participaron en las luchas contra los realistas estaban compuestas, en gran medida, por campesinos mestizos del interior, afroargentinos esclavizados o manumitidos, indígenas aliados y sectores subalternos urbanos.
Durante la lucha independentista, el mestizaje fue no solo una realidad social sino una necesidad política y militar. La dirigencia revolucionaria necesitó el apoyo de todos los sectores sociales para enfrentar al ejército realista y construir un nuevo orden. En ese marco, se produjeron numerosos avances simbólicos y prácticos para afrodescendientes y mestizos: se abolió la trata negrera (1813), se declaró la libertad de vientres, se promovió la manumisión de esclavos que lucharan en el ejército y se comenzó a hablar (aunque de forma parcial) de una sociedad sin privilegios de sangre.
Un caso paradigmático es el de los regimientos afroargentinos en el Ejército del Norte y en el Ejército de los Andes. Hombres negros, mulatos y zambos formaron la columna vertebral de los cuerpos militares que combatieron en las campañas independentistas. Sin embargo, tras los combates, estos sectores quedaron en el olvido oficial, invisibilizados en los relatos escolares y patrióticos que privilegiaron figuras blancas y criollas.

### La desaparición del discurso racial en la República
Con el avance del proceso independentista y la consolidación de las nuevas provincias, la idea de una sociedad de castas fue formalmente abolida. En las Asambleas del año XIII y otros documentos legales de la época, ya no se hablaba de mestizos, mulatos o zambos en términos legales. La ciudadanía era, en teoría, igual para todos los hombres libres, sin distinción de “origen” ni “raza”. No obstante, esta igualdad formal no implicó la desaparición real del racismo ni de la jerarquización social según la apariencia o el origen étnico.
La construcción del Estado nacional durante la primera mitad del siglo XIX estuvo marcada por un fuerte deseo de “blanqueamiento simbólico” de la sociedad. Las élites políticas (como los unitarios y federales ilustrado) buscaban moldear una Argentina “europea”, inspirada en modelos franceses, ingleses o estadounidenses, uruguayos que borrara del relato oficial todo rastro de indianidad, negritud o mezcla.
Sin embargo, los censos, padrones militares y registros civiles de la época muestran que la población argentina era profundamente mestiza. En regiones como el norte argentino, Cuyo, el Litoral y Córdoba, la mayoría de la población era de origen mixto: indígena-europeo, afro-europeo o combinaciones múltiples. En las pampas, el mestizaje con los pueblos originarios del sur y del oeste era constante, aunque los conflictos con los pueblos no sometidos (como ranqueles, mapuches o tehuelches) dieron lugar a tensiones y campañas militares.

### Afrodescendientes en elsigloXIX: de la milicia al olvido
Los afroargentinos tuvieron un rol clave en la formación del nuevo Estado. Participaron masivamente en la guerra de independencia y en las guerras civiles posteriores. De hecho, en muchas provincias, las milicias estaban integradas casi en su totalidad por soldados afrodescendientes. Sin embargo, hacia mediados del siglo XIX comenzaron a desaparecer de los registros censales. Este fenómeno no fue resultado de una “desaparición natural”, sino de un conjunto de procesos: altísima mortalidad en las guerras, enfermedades como la fiebre amarilla, políticas de invisibilización institucional y, por supuesto, el mestizaje biológico con otros grupos sociales.
Muchos afroargentinos se mezclaron con mestizos, blancos pobres, indígenas y otros sectores, dando lugar a nuevas generaciones que ya no se identificaban como “negros” o “mulatos”. Las categorías raciales fueron dejadas de lado en los documentos oficiales, pero eso no significó la desaparición real de estos grupos, sino su absorción dentro del mestizaje generalizado de la sociedad.

### Los pueblos indígenas: exclusión y resistencia
En paralelo, los pueblos indígenas vivieron un proceso ambivalente. Por un lado, algunos grupos fueron aliados de los movimientos independentistas (como ciertos guaraníes o diaguitas), o participaron en redes comerciales y políticas regionales. Por otro, muchas comunidades fueron consideradas como obstáculos para el desarrollo del Estado moderno, y comenzaron a ser desplazadas, perseguidas o directamente exterminadas. La narrativa oficial los ubicaba como parte del “pasado colonial” o del “atraso”, no como ciudadanos del nuevo país.
Las campañas militares contra los pueblos originarios (especialmente en el Chaco, la Patagonia y la La Pampa) no comenzaron con Roca, sino que ya existían desde la época de Rosas e incluso antes. Estas campañas, sin embargo, también generaron procesos de mestizaje: soldados mestizos, mujeres cautivas, alianzas políticas o matrimonios estratégicos fueron dando lugar a poblaciones rurales mestizas, que no encajaban en las categorías rígidas del Estado, pero que eran parte esencial del tejido social argentino.

### El mestizaje criollo en la vida cotidiana
A nivel cultural, el siglo XIX fue testigo de una explosión de formas mestizas en la vida cotidiana: la lengua castellana se mezclaba con voces indígenas y africanas; las comidas populares combinaban productos autóctonos con técnicas europeas; la música rural y urbana integraba influencias de todos los grupos. Las vestimentas, las celebraciones religiosas, las costumbres familiares y las formas de trabajo reflejaban una identidad profundamente mestiza, aunque poco reconocida.
El gaucho, figura emblemática de la literatura nacional, es uno de los mejores ejemplos del mestizaje criollo. Representado como libre, mestizo, indomable y conocedor del campo, el gaucho es descendiente de españoles, indígenas y africanos, aunque idealizado como símbolo blanco de la “argentinidad” en textos como El gaucho Martín Fierro de José Hernández.

### Hacia la Constitución de 1853: mestizaje sin voz
En 1853, la sanción de la Constitución Nacional consagró un modelo republicano, liberal y progresista, con la promesa de igualdad ante la ley. No obstante, el documento reflejaba también el deseo de “europeizar” el país, promoviendo activamente la inmigración europea y dejando de lado, en su lenguaje y estructura, a los pueblos indígenas, afrodescendientes y mestizos que habían formado el país.
La frase del preámbulo (“para todos los hombres del mundo que quieran habitar en el suelo argentino”) fue interpretada, desde entonces, como una invitación a la inmigración blanca, lo que marcaría las políticas demográficas y raciales del Estado argentino durante la segunda mitad del siglo XIX.

## El mestizaje durante la inmigración masiva europea (1853–1914)
La segunda mitad del siglo XIX y los primeros años del siglo XX marcaron un punto de inflexión en la historia del mestizaje en Argentina. La sanción de la Constitución Nacional en 1853, con su célebre apertura a "todos los hombres del mundo que quieran habitar en el suelo argentino", dio inicio a un ambicioso proyecto de modernización del país basado en la inmigración europea, el progreso económico, la consolidación del Estado-nación y, sobre todo, en una política explícita de blanqueamiento social y cultural. Durante este período, conocido como la "Argentina aluvial" o la "época de oro del modelo agroexportador", se produjo una transformación demográfica, económica, social y simbólica de gran escala, que afectó profundamente la forma en que se entendía el mestizaje en el país.

### La inmigración europea: una política de Estado
Entre 1857 y 1914, llegaron al país más de 6 millones de inmigrantes europeos, en su mayoría italianos y españoles, aunque también hubo importantes oleadas contingentes de franceses, alemanes, suizos, británicos, rusos, polacos, austrohúngaros y más tarde, armenios y sirio-libaneses. Esta inmigración fue promovida activamente por el Estado argentino mediante leyes como la Ley de Inmigración y Colonización de 1876 y campañas de propaganda en Europa, Medio Oriente y Norte de África.
El objetivo de las élites gobernantes (representadas en figuras como Juan Bautista Alberdi, Domingo F. Sarmiento y Julio Argentino Roca) era transformar la Argentina en una nación blanca, moderna, europea y civilizada. Se consideraba que la llegada de inmigrantes blancos contribuiría al progreso económico, al fortalecimiento del trabajo y al "mejoramiento racial" de la población.

### El mestizaje biológico y simbólico con los nuevos inmigrantes
La llegada masiva de inmigrantes europeos no eliminó el mestizaje: lo reformuló. Si bien el discurso oficial promovía la imagen de una nación blanca y europea, en la práctica, los recién llegados se mezclaron con la población criolla, mestiza, indígena y afrodescendiente existente en todo el país. En las zonas rurales, especialmente en el norte, Cuyo y el Litoral, los inmigrantes se insertaron en comunidades ya mezcladas, contrajeron matrimonio con mujeres locales y sus hijos fueron el producto de nuevas formas de mestizaje.
El mestizaje también se dio en el plano cultural. Los inmigrantes trajeron consigo lenguas, costumbres, religiones, comidas y formas de organización comunitaria que se fusionaron con las tradiciones criollas, indígenas y africanas. Así nació una cultura popular híbrida, mestiza, que se expresó en la música (como el tango y la milonga), en la cocina (la mezcla de pastas italianas con productos locales, por ejemplo), en la arquitectura de los conventillos y en el lenguaje, con la aparición del lunfardo y del "cocoliche".

### Invisibilización del pasado mestizo e indígena
El discurso oficial, sin embargo, se empeñó en borrar ese pasado mestizo y no europeo. En los manuales escolares, en la historiografía oficial y en los relatos de identidad nacional se privilegiaron las figuras blancas y europeas. Los afroargentinos, indígenas y mestizos fueron sistemáticamente invisibilizados.
Uno de los puntos más extremos de esta política fue la llamada "Campaña del Desierto" (1878-1885), encabezada por Julio A. Roca, que tuvo como objetivo el sometimiento militar de los pueblos originarios del sur del país. Esta campaña no solo implicó una masacre y despojo de tierras indígenas, sino también una apropiación simbólica del territorio nacional como un espacio "vacío" listo para ser poblado por europeos. El proyecto de nación no contemplaba la diversidad étnica: la mestización existente fue negada o disimulada bajo la ficción de una Argentina blanca.

### El mestizaje en el campo y en los márgenes urbanos
En las zonas rurales del norte y del oeste argentino, donde la inmigración europea fue menos masiva, la población mestiza continuó siendo mayoritaria. Allí, las mezclas entre criollos, indígenas y afrodescendientes persistieron con fuerza, aunque fuera de los focos de atención del Estado. En muchas provincias, las estructuras de poder local siguieron dependiendo de estas poblaciones, aunque en el relato nacional eran consideradas como "atrasadas" o "no modernas".
En las ciudades, los barrios populares se poblaron de inmigrantes y criollos, que convivieron en los mismos espacios, trabajaron en los mismos talleres y compartieron las mismas penurias. El conventillo, como símbolo del mestizaje urbano, fue un espacio de encuentro, mezcla y conflicto. Aunque las diferencias culturales y lingüísticas existían, con el tiempo se formaron redes familiares mixtas, se adoptaron modismos compartidos y surgieron nuevas identidades mestizas urbanas.

### La ciencia y el racismo institucionalizado
Durante este período, las teorías científicas de moda (como el positivismo, el evolucionismo social y el darwinismo racial) sirvieron para justificar la superioridad de los europeos blancos y el desprecio hacia las poblaciones mestizas, indígenas y afrodescendientes. Figuras como José Ingenieros o Eduardo Wilde escribieron sobre la "degeneración" racial, mientras que médicos, criminólogos y educadores proponían métodos para "mejorar" la raza nacional.
La idea del mestizaje como un problema o una enfermedad social se instaló en ciertos círculos científicos, aunque en la práctica, la mezcla era una realidad inevitable y continua. Esta tensión entre el ideal de blanqueamiento y la realidad mestiza fue una constante en el período.

### Conclusión: mestizaje negado pero persistente
La Argentina de fines del siglo XIX y comienzos del XX fue un país profundamente mestizo, aunque se pensara a sí mismo como blanco y europeo. El mestizaje no desapareció: cambió de forma, se adaptó, se invisibilizó en los discursos oficiales pero se manifestó en la vida cotidiana, en las familias, en los barrios, en las costumbres y en la cultura popular.
Este período dejó una marca duradera en la identidad nacional: una tensión constante entre la Argentina que se quiso construir (blanca, europea, homogénea) y la Argentina real (mestiza, diversa, compleja).

## Mestizaje entre los propios inmigrantes europeos

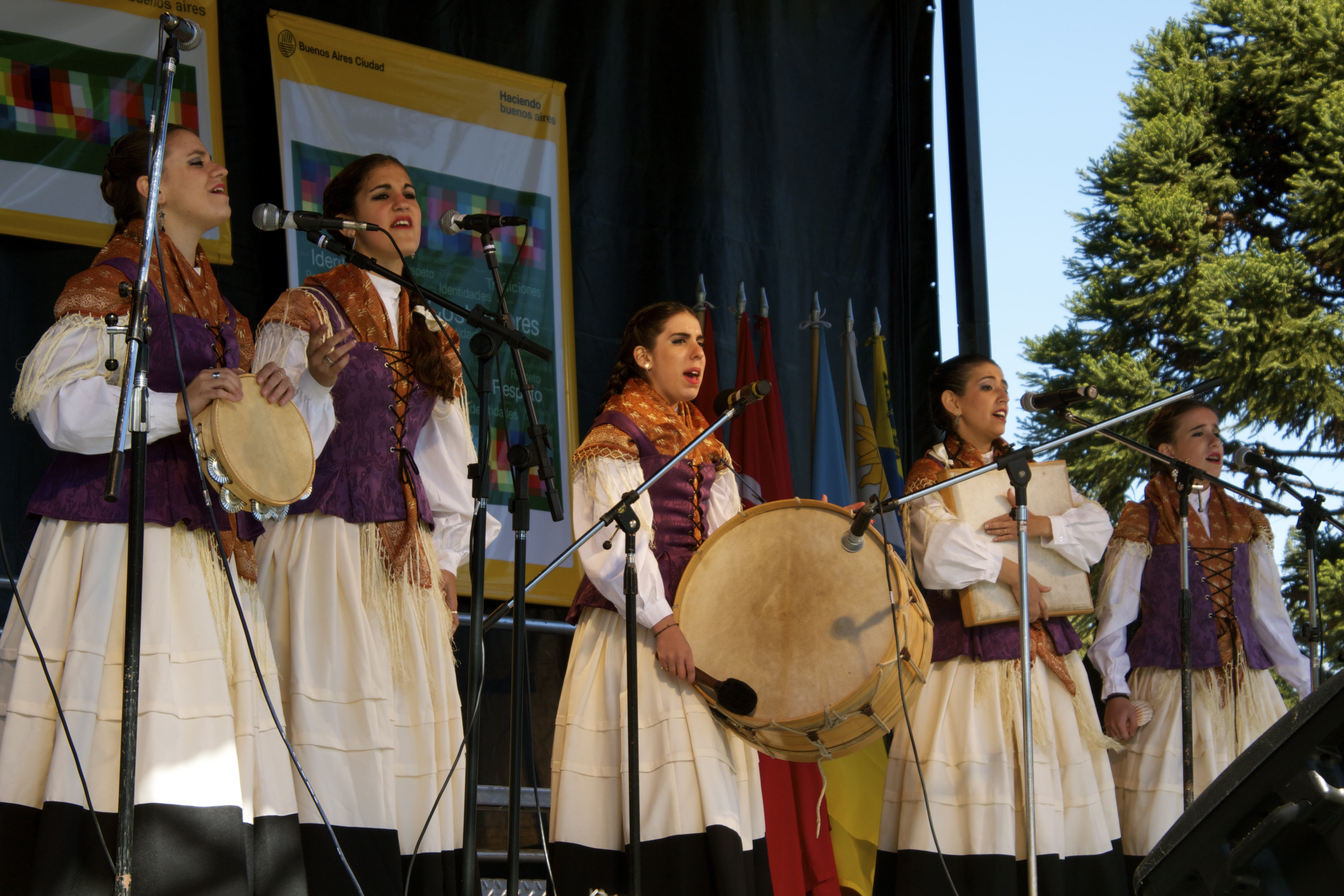
Día del Inmigrante en Argentina.

Durante el período de inmigración masiva a la Argentina (principalmente entre 1857 y 1930), no solo se produjo un mestizaje entre inmigrantes europeos y población local criolla, mestiza, indígena o afrodescendiente, sino también una intensa y significativa mezcla entre los propios inmigrantes europeos, que provenían de una enorme diversidad de regiones, culturas, lenguas y religiones. Esta forma de mestizaje es clave para entender cómo se fue configurando la identidad argentina moderna: un país que, lejos de ser étnicamente homogéneo, se construyó a partir de la convivencia, interacción y fusión de múltiples europeidades.

### Diversidad europea más allá de italianos y españoles
Si bien los italianos y los españoles fueron las comunidades más numerosas, con millones de personas llegadas al país, también llegaron al territorio argentino franceses (sobre todo del suroeste como los bearneses y vascos), alemanes, suizos (tanto alemanes como francófonos), británicos, irlandeses, rusos, polacos, croatas, eslovenos, ucranianos, austrohúngaros, lituanos, judíos askenazíes, sefardíes balcánicos, armenios y otros grupos del Medio Oriente, Norte de África. Esta diversidad generó lo que algunos historiadores llaman un “caldero europeo” en pleno suelo argentino.

### Matrimonios mixtos y uniones interétnicas
Una de las formas más evidentes de mestizaje fue la formación de familias mixtas entre inmigrantes de distintas nacionalidades europeas. Las razones fueron múltiples: por cercanía cultural, lingüística o religiosa; por necesidad social; por falta de mujeres de su misma nacionalidad; o por integración comunitaria en los espacios compartidos como conventillos, fábricas, colonias agrícolas o barrios obreros.
Un ejemplo frecuente fue el matrimonio entre italianos del sur y del norte, entre quienes existían fuertes diferencias culturales e incluso rivalidades en Europa, pero que en Argentina se diluyeron ante la urgencia de construir nuevas vidas. También fueron muy comunes las uniones entre italianos y españoles, que compartían el idioma y una base cultural católica común. Del mismo modo, no era raro que un francés del sudoeste se casara con una mujer vasco-española o que un suizo alemán contrajera matrimonio con una alemana del Volga.
Los hijos de estas uniones europeas mixtas nacieron ya en territorio argentino y constituyeron una nueva generación con una identidad híbrida. A menudo tenían apellidos italianos, hablaban castellano como lengua principal, conservaban platos y costumbres de varios orígenes, y se sentían plenamente argentinos sin por ello negar sus raíces múltiples.

### Conventillos y barrios como espacios de fusión cultural
Los conventillos porteños, casas colectivas típicas de Buenos Aires, fueron espacios fundamentales en el proceso de mestizaje entre inmigrantes europeos. En una misma vivienda se podían encontrar familias italianas, españolas, croatas, rusas, francesas o judías que compartían cocinas, patios y lavaderos. La convivencia diaria promovía el aprendizaje de palabras, recetas, cantos y costumbres del otro.
Este fenómeno también se dio en barrios obreros e industriales como La Boca, Barracas, Villa Crespo o San Cristóbal en Buenos Aires, pero también en Rosario, Santa Fe, Córdoba o Mendoza. En el campo, las colonias agrícolas de Santa Fe, Entre Ríos y el Chaco también vieron una intensa interacción entre inmigrantes suizos, alemanes, italianos y franceses.

### Lenguas, costumbres y religiones en contacto
Si bien el castellano se impuso como lengua común en la educación y la vida pública, los hijos de matrimonios mixtos europeos muchas veces crecían escuchando diferentes lenguas: italiano en casa, francés con los vecinos, alemán en la iglesia luterana o yidis en el almacén. Estas influencias lingüísticas y culturales se fusionaron en expresiones culturales como el lunfardo, el cocoliche o en los códigos gestuales y culinarios típicamente argentinos.
El mestizaje no solo fue étnico o nacional, sino también religioso. En muchos casos, católicos (como italianos, españoles o polacos) contrajeron matrimonio con protestantes suizos o alemanes, o con judíos askenazíes, promoviendo una sociedad más plural en la práctica, aunque no exenta de tensiones.

### Hacia una nueva identidad argentina
La interacción y el mestizaje entre inmigrantes europeos fue fundamental para desdibujar las fronteras étnico-culturales importadas desde Europa y dio lugar a una nueva identidad argentina plural, urbana, mestiza y moderna. Lejos de reproducir guetos nacionales o comunidades cerradas, la experiencia argentina mostró una alta permeabilidad entre grupos europeos, donde lo nacional de origen perdió peso frente a la integración en una nueva patria común.
Aunque los censos no registraban la mezcla entre inmigrantes europeos, los apellidos dobles, las prácticas culturales compartidas, la cocina criolla reinterpretada y la genealogía de millones de argentinos actuales son testimonio de esta fusión. Como bien resume la historiadora Dora Barrancos, “la Argentina es una invención europea, pero no una sola Europa, sino muchas Europas que aquí se cruzaron, se mezclaron y se transformaron”.